# NGC 3492
NGC 3492 este o brightest cluster galaxy⁠(d) situată în constelația Leul. A fost descoperită în 1883 de către .